# ظهريات الدرقة
ظهريات الدرقة (الاسم العلمي: Notostraca) هي رتبة من الحيوانات تتبع صنف ورقيات الأرجل من طائفة غلصميات الأرجل. وتسمى هذه الرتبة قريدس شرغوفي أو روبيان شرغوفي. وتضم فصيلة واحدة هي الدعموصية (الاسم العلمي: Triopsidae) وجنسين:
- الدعموص (الاسم العلمي: Triops)
- الدعمص (الاسم العلمي: Lepidurus)